# Enneacampus
Enneacampus es un género de pez de la familia Syngnathidae en el orden de los Syngnathiformes.

## Especies
- Enneacampus ansorgii Boulenger, 1910
- Enneacampus kaupi Bleeker, 1863